# 宝立町南黒丸
宝立町南黒丸（ほうりゅうまちみなみくろまる）は、石川県珠洲市宝立地区の地名。

## 地理
珠洲市沿岸部、見附島の南西に位置する。町域の南端を船橋川が流れ、宝立町鵜島、宝立町柏原、宝立町馬渡、宝立町宗玄に接する。
- 河川：船橋川
- ため池：勝茂（特定農業用ため池、堤高7.7m、堤長41m、貯水量13,000m3）[4]

## 歴史

### 町名の由来
黒丸
検地が行われていた時代、当地を所有していた地主（当地では「オヤッサマ」と呼ばれる）の姓「黒丸」から（なお「宗玄」や「鵜島」も同様）。
黑丸市兵衛と云大百姓あり。昔は山廻り役勤て、古き百姓也。此者故ありて黑丸の名あり。類家に黑丸藤兵衛と云て大百姓あり。 —『能登名跡志』

### 沿革
- 1889年（明治22年）4月1日 - 町村制の施行により、珠洲郡南黒丸村、鵜島村、宗玄村の区域をもって、鵜島村が発足する。
- 1908年（明治41年）8月15日 - 鵜島村、黒峰村、見付村が合併して、宝立村が発足する。
- 1940年（昭和15年）8月15日 - 町制施行して、宝立町となる。
- 1954年（昭和29年）7月15日 - 宝立町、飯田町、正院町、上戸村、若山村、直村、正院町、蛸島村、三崎村が合併して、珠洲市が発足する。
  - 旧・宝立町字南黒丸の区域をもって宝立町南黒丸が成立[7]。

## 交通

### 鉄道路線
のと鉄道能登線・南黒丸駅（宝立町南黒丸）があったが、2005年（平成17年）の能登線廃止に伴い廃駅となった。

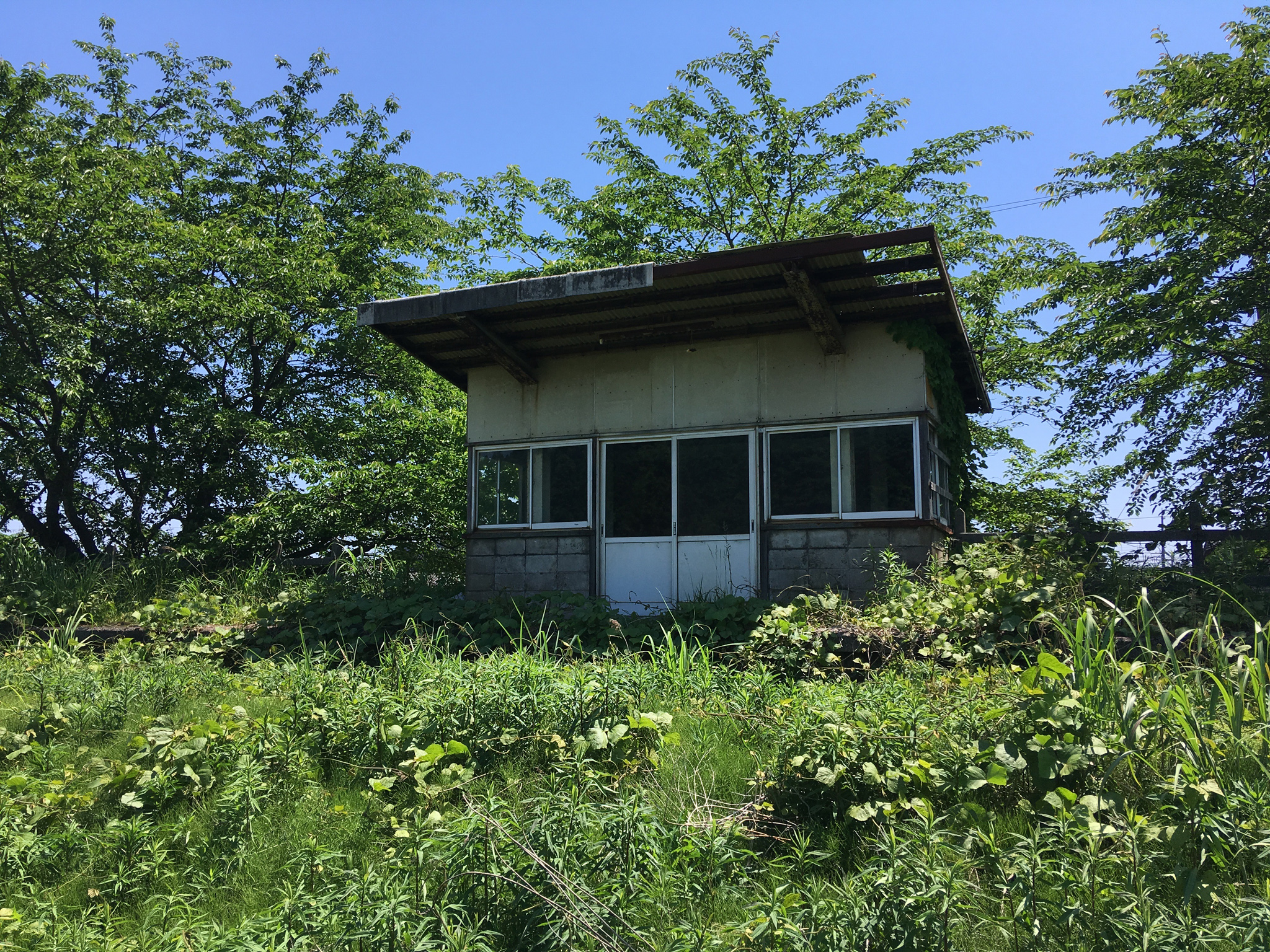
南黒丸駅待合室跡（2019年）

### 道路

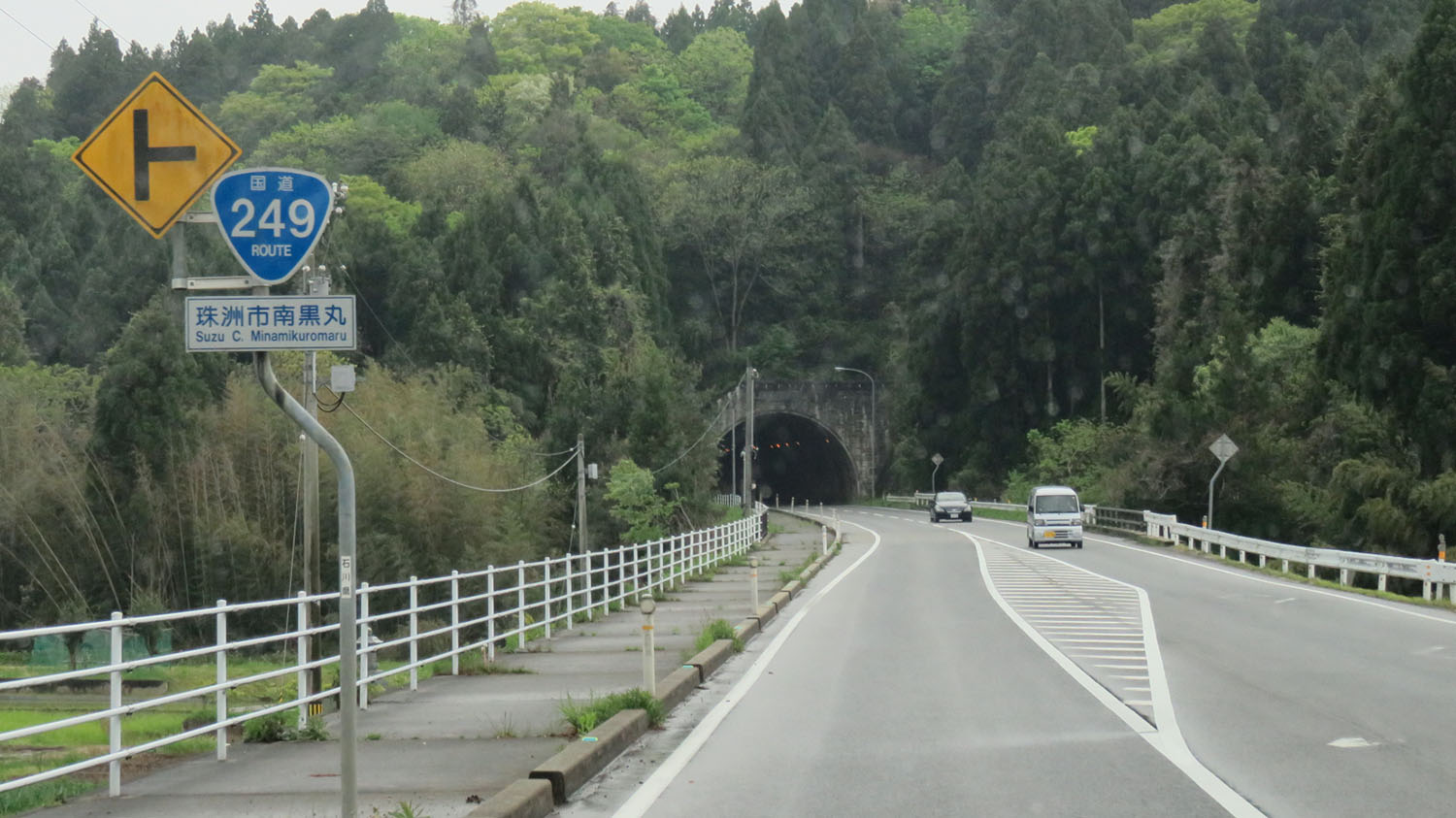
国道249号・松波鵜島バイパス。奥は鵜島トンネル（宝立町宗玄）。

- 国道249号
  - 松波鵜島バイパス
- 内浦街道
- 奥能登絶景街道

### バス
「黒丸」、「船橋」バス停留所があり、北鉄奥能登バス・宇出津珠洲-A（珠洲鉢ヶ崎 - 鵜飼駅前 - 小木町 - 能登町役場前 - 能登高校南）、宇出津珠洲-B（珠洲鉢ヶ崎 - 鵜飼駅前 - 十八束 - 能登町役場前 - 能登高校南）系統が運行されている。

## 教育
珠洲市立宝立小中学校の通学区域。

## 防災
最大5メートルの津波が3 - 24分で到達すると想定されており、避難場所として市道63号線（びや坂、標高12.8メートル）、農道宝立45号線（南黒丸、標高16.4メートル）、白山神社（南黒丸、標高16.0メートル）が指定されている。
勝茂ため池が決壊した場合、下流の川沿いや沿岸部に0.5 - 3.0メートル未満の深さで浸水すると想定されている。

## 名所・旧跡・観光スポット
- 八幡神社（宝立町南黒丸19字11番地） - 黒丸郷6か村総社、神饌幣帛料供進神社。元禄12年、火災により旧記を焼失している。祭神は誉田別命、気長足姫命、比売神。宮司は鳳珠郡能登町の松波神社宮司が兼務する。鵜島の曳山祭りの際は地区の中心地として賑わう[12]。
- 白山神社（宝立町南黒丸6の35番地1） - 1876年（明治9年）、仏体に代わり神鏡を祭祀。祭神は菊理媛神、伊弉諾命、伊弉冉命。宮司は松波神社宮司が兼務する。曳山祭りの際は賑わう[13]。
- 真浄寺（宝立町南黒丸4-45）[14] - 浄土真宗本願寺派の寺[15]。
- 南黒丸遺跡（宝立町南黒丸） - 鎌倉時代・室町時代の集落の遺跡。道路建設に伴い、1996年（平成8年）と1998年（平成10年）に石川県立埋蔵文化財センターが発掘調査を実施。建物や井戸、珠洲焼、土師器、瓦、埋納銭が出土しており、若山荘荘官と関連しているものと推定されている[16]。
- 珠洲デカ曳山展示場（宝立町南黒丸 5-60-1 海岸） - 曳山保管施設。祭りの際は曳山を引き出し、砂浜に沿って見附島まで引く[17]。

## 祭事・催事
- 鵜島の曳山祭り
- 珠洲デカ曳山まつり